# Geraint Thomas
Geraint Howell Thomas (* 25. května 1986 Cardiff) je velšský profesionální silniční a dráhový cyklista jezdící za UCI WorldTeam Ineos Grenadiers.

## Kariéra
V letech 2008 a 2012 byl členem vítězného týmu na letních olympijských hrách. V roce 2018 zvítězil v závodu Tour de France, a to za tým Team Sky. Dále zvítězil například v závodech E3 Harelbeke (2015), Paříž–Nice (2016) a Critérium du Dauphiné (2018). V roce 2009 získal Řád britského impéria. Roku 2014 byl zvolen Velšským sportovcem roku.

## Úspěchy

#### Výsledky na etapových závodech
| Výsledky na Grand Tours        |      |      |      |      |      |      |      |      |      |      |      |      |      |      |      |      |      |      |
| Grand Tour                     | 2007 | 2008 | 2009 | 2010 | 2011 | 2012 | 2013 | 2014 | 2015 | 2016 | 2017 | 2018 | 2019 | 2020 | 2021 | 2022 | 2023 | 2024 |
| Giro d'Italia                  | —    | 118  | —    | —    | —    | 80   | —    | —    | —    | —    | DNF  | —    | —    | DNF  | —    | —    | 2    | 3    |
| Tour de France                 | 140  | —    | —    | 67   | 31   | —    | 140  | 22   | 15   | 15   | DNF  | 1    | 2    | —    | 41   | 3    | —    | 42   |
| Vuelta a España                | —    | —    | —    | —    | —    | —    | —    | —    | 69   | —    | —    | —    | —    | —    | —    | —    | 31   | —    |
| Výsledky na etapových závodech |      |      |      |      |      |      |      |      |      |      |      |      |      |      |      |      |      |      |
| Závod                          | 2007 | 2008 | 2009 | 2010 | 2011 | 2012 | 2013 | 2014 | 2015 | 2016 | 2017 | 2018 | 2019 | 2020 | 2021 | 2022 | 2023 | 2024 |
| Paříž–Nice                     | —    | —    | —    | 86   | 83   | DNF  | —    | DNF  | 5    | 1    | —    | —    | —    | —    | —    | —    | —    | —    |
| Tirreno–Adriatico              | —    | —    | DNF  | —    | —    | —    | —    | —    | —    | —    | 5    | 3    | DNF  | 2    | 24   | —    | —    | —    |
| Volta a Catalunya              | —    | —    | —    | —    | —    | —    | —    | —    | —    | DNF  | 34   | —    | —    | NS   | 3    | —    | 45   | 27   |
| Kolem Baskicka                 | —    | —    | —    | —    | —    | —    | —    | —    | —    | —    | —    | —    | 40   | NS   | —    | 39   | —    | —    |
| Tour de Romandie               | —    | —    | —    | —    | 88   | DNF  | —    | —    | 87   | 51   | —    | 33   | 3    | NS   | 1    | 19   | —    | —    |
| Critérium du Dauphiné          | —    | —    | —    | 21   | DNF  | —    | 15   | 46   | —    | —    | —    | 1    | —    | 37   | 3    | —    | —    |      |
| Tour de Suisse                 | —    | —    | —    | —    | —    | —    | —    | —    | 2    | 17   | —    | —    | DNF  | NS   | —    | 1    | —    |      |

##### Výsledky na klasikách
| Monument               | 2009 | 2010 | 2011 | 2012 | 2013 | 2014 | 2015 | 2016 | 2017 | 2018 | 2019 | 2020 | 2021 | 2022 | 2023 | 2024 |
| ---------------------- | ---- | ---- | ---- | ---- | ---- | ---- | ---- | ---- | ---- | ---- | ---- | ---- | ---- | ---- | ---- | ---- |
| Milán – San Remo       | —    | —    | 60   | —    | DNF  | DNF  | 31   | 169  | —    | —    | —    | —    | —    | —    | —    | —    |
| Kolem Flander          | —    | 33   | 10   | —    | 41   | 8    | 14   | 12   | —    | —    | —    | —    | —    | —    | —    | —    |
| Paříž–Roubaix          | —    | 64   | OTL  | —    | 79   | 7    | DNF  | —    | —    | DNF  | —    | NS   | —    | —    | —    | —    |
| Lutych–Bastogne–Lutych | —    | —    | —    | —    | —    | —    | —    | —    | —    | 56   | —    | —    | —    | 43   | —    | —    |
| Giro di Lombardia      | —    | —    | —    | —    | —    | —    | —    | —    | —    | —    | —    | —    | —    | —    | —    | —    |
| Klasika                | 2009 | 2010 | 2011 | 2012 | 2013 | 2014 | 2015 | 2016 | 2017 | 2018 | 2019 | 2020 | 2021 | 2022 | 2023 | 2024 |
| Omloop Het Nieuwsblad  | —    | —    | —    | —    | 4    | —    | —    | —    | —    | —    | —    | —    | —    | —    | —    | —    |
| Strade Bianche         | DNF  | —    | —    | —    | —    | —    | —    | —    | —    | —    | 12   | —    | —    | —    | —    | 71   |
| Dwars door Vlaanderen  | —    | 32   | 2    | —    | 19   | —    | —    | —    | —    | —    | —    | NS   | —    | —    | —    | —    |
| E3 Saxo Bank Classic   | —    | 50   | —    | —    | 4    | 3    | 1    | —    | —    | —    | —    | NS   | —    | —    | —    | —    |
| Gent–Wevelgem          | —    | DNF  | 124  | —    | DNF  | 112  | 3    | —    | —    | —    | —    | —    | —    | —    | —    | —    |

| —   | Nezúčastnil se    |
| DNF | Nedokončil        |
| OTL | Mimo časový limit |
| NS  | Nekonalo se       |